# Station Bourges
Station Bourges is een spoorwegstation in de Franse gemeente Bourges.